# Ernie Lively
Pour les articles homonymes, voir Lively.
Ernie Lively, né le 29 janvier 1947 à Baltimore et mort le 3 juin 2021 à Los Angeles, est un acteur américain.

## Biographie
Ernest Wilson Brown, Jr. a pris le nom de scène d'Ernie Lively après son mariage avec Elaine (McAlpin) Lively en 1979. Il est le père de Blake et d'Eric Lively.

## Filmographie

### Cinéma
- 1986 : Wisdom : Bill
- 1989 : Turner et Hooch : le réceptionniste de l'hôtel
- 1991 : Dans les griffes du Dragon rouge : l'inspecteur Nelson
- 1991 : Un été en Louisiane : Will Sanders
- 1991 : Past Midnight : l'inspecteur Allan Tobias
- 1992 : Passager 57 : Biggs
- 1993 : Les Allumés de Beverly Hills : Briggs
- 1997 : Menace toxique : Todd
- 1998 : Supersens : le coach Brandau
- 2001 : American Pie 2 : le sergent
- 2005 : Quatre filles et un jean : le père de Bridget
- 2006 : Evil Twins : Pig
- 2008 : Quatre filles et un jean 2 : le père de Bridget
- 2009 : The Perfect Game : Sam Hicks
- 2018 : The Watcher (Looking Glass) : Tommy

### Télévision
- 1979-1980 : Shérif, fais-moi peur (The Dukes of Hazzard) (série, 3 épisodes) : Longstreet B. Davenport
- 1984 : Shérif, fais-moi peur (The Dukes of Hazzard) (série) (Saison 6, épisode 20 "La rançon") : Clyde, le gardien
- 1988 : Scandal in a Small Town (téléfilm) : Jeremy Travis
- 1990 : Code Quantum (série, saison 3 épisode 2) : le colonel Deke Grimwald
- 1995 : X-Files (série, saison 3 épisode 3 Coup de foudre) : le shérif Teller
- 1996 : L'Angoisse d'une mère (téléfilm) : Jack Driscoll
- 1996 : Couleur Pacifique (série, 4 épisodes) : Mr Morrison
- 2000 : À la Maison-Blanche (série, 2 épisodes) : Mr Loch
- 2006 : Ghost Whisperer (série, saison 1 épisode 16) : le ranger Neher